# Nemipterus theodorei
Nemipterus theodorei är en fiskart som beskrevs av Ogilby, 1916. Nemipterus theodorei ingår i släktet Nemipterus och familjen Nemipteridae. Inga underarter finns listade i Catalogue of Life.